# Roberto Michel
Pour les articles homonymes, voir Michel (patronyme).
Roberto Michel, nommé en français Robert Michel, est un sculpteur français du XVIIIe siècle qui s'est installé et travaillé en Espagne dès 1740, a participé à la fondation de la Real Academia de Bellas Artes de San Fernando avant d'en devenir directeur, né au Puy-en-Velay le 8 novembre 1721, et non en 1720 comme indiqué dans la plupart des dictionnaires, et mort à Madrid le 31 janvier 1786.

## Biographie

### Origine
Les Michel sont des parsonniers originaires de la viguerie de Chapteuil qui se sont établis au Puy-en-Velay. Robert Michel est le fils de Joseph Michel, vitrier, et de Françoise Reymond, mariés dans la paroisse de Saint-Pierre-le-Monastier au Puy-en-Velay,. Les fonts baptismaux de l'église Saint-Jean du Puy-en-Velay donnent les prénoms des enfants de Joseph Parier qui y ont été baptisés, deux filles et sept garçons, dont :
- Claude Parier, né le 5 septembre 1720,
- Robert Parier, né le 8 novembre 1721,
- Pierre Antoine Simon Parier, né le 28 octobre 1728, qui a lui aussi été sculpteur, a rejoint son frère à Madrid en 1748 et a été directeur de la sculpture l'Académie des beaux-arts Saint-Ferdinand, en 1804. Il est mort à Madrid le 15 novembre 1809[5].

### Formation
À dix ans, vers 1731, Robert Parier a été mis en apprentissage par son père chez un voisin, Mathieu Bonfils, tailleur d'images en bois. Il a travaillé pendant six ans dans l'atelier de ce maître. Il a quitté ce maître pour aller travailler à Lyon dans l'atelier du sculpteur Michel Perrache, le père de l'architecte Antoine Michel Perrache. Au bout de six mois, il est attiré à Montpellier par un sculpteur local, M. Dupont. Six mois plus tard, il va travailler à Toulouse dans l'atelier de l'artiste flamand M. Luquet. Il a commencé par travailler pendant neuf mois pour un membre du parlement de Toulouse pour orner son jardin. Il a entrevu la possibilité d'aller à Rome. Le sculpteur Luquet l'a détourné de ce projet, lui a fait étudier quelques sculptures antiques puis lui a proposé de venir avec lui à Madrid.

### Sculpteur en Espagne
Ils sont arrivés à Madrid le 30 octobre 1740. À peine arrivé, il s'est présenté à l'architecte Joseph Pérez chargé de modifier le Palais-Neuf dont la construction s'était arrêtée à la suite du décès de l'architecte Filippo Juvarra, en 1736. Il  alors participé à la décoration sculpturale du nouveau palais royal de Madrid. Depuis lors et jusqu'à sa mort, mis à part quelques séjours en Alava d'où provenait son épouse Rosa Ballerna, il vécut à Madrid, ville où se trouvent la plupart de ses travaux documentés.
Il a fait venir à Madrid son frère Pierre qui y est arrivé le 19 juin 1748. Ils onty participé tous les deux au Conseil préparatoire de la future Académie royale de San Fernando.
L'année de son inauguration, en 1752, il fut nommé professeur à la Real Academia de Bellas Artes de San Fernando, à laquelle il a été intimement impliqué. À partir de 1763 il fut directeur de la sculpture et en 1785 il fut nommé Directeur Président de l'Académie. En 1775 il servit comme Premier sculpteur de la cour d'Espagne.

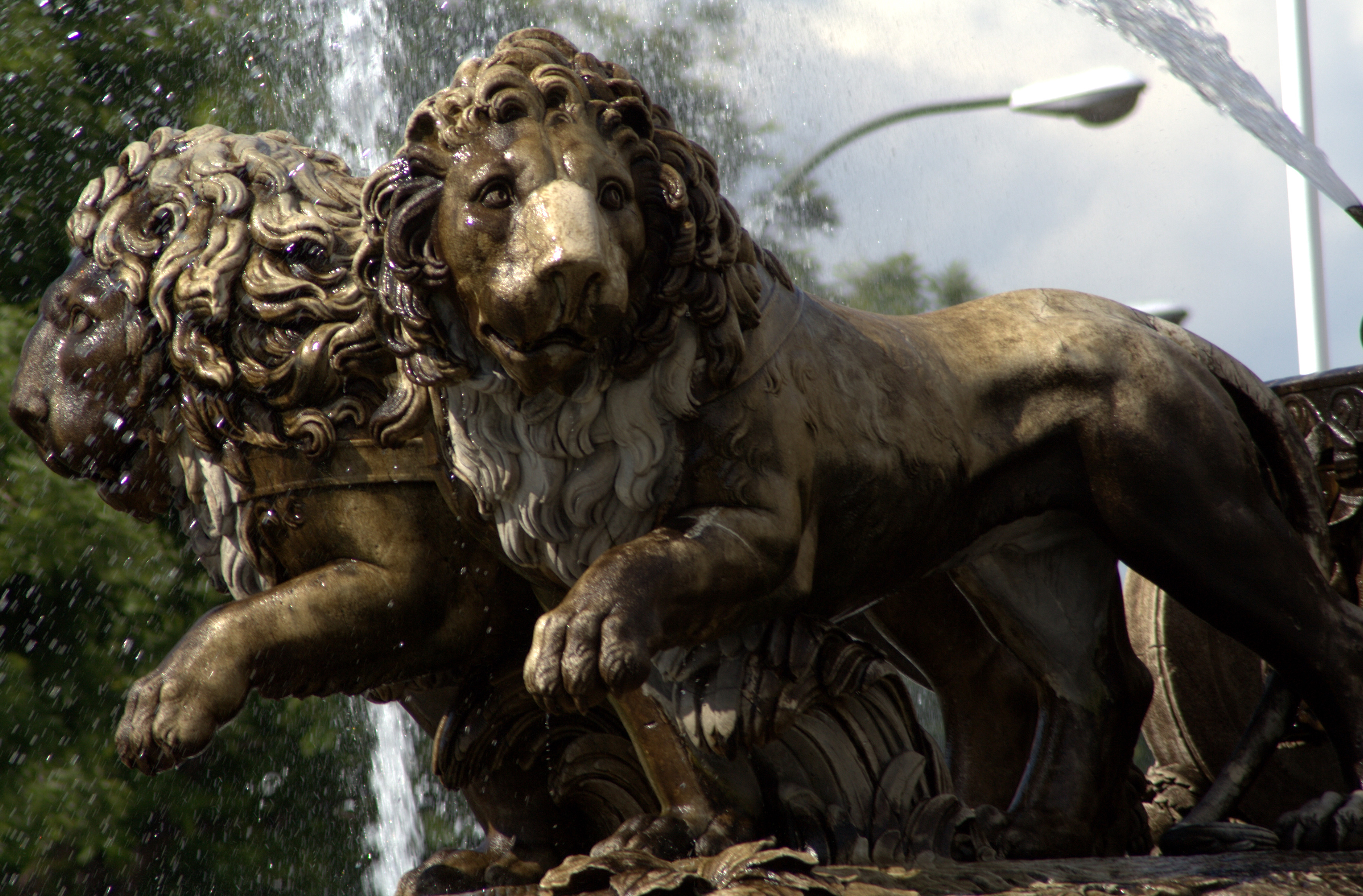
Lions de la Fontaine de Cibeles (1782, Madrid).

Michel participa à la décoration sculpturale du Palais Royal de Madrid, parmi un groupe d'artistes dirigés par Juan Domingo Olivieri et Felipe de Castro. Il effectua les statues des rois Theudis, Teodomiro, Alfonse IX, Bermude III, Sancho I le Gros et Ferdinand II. Il est l'auteur de deux médaillons pour le corridor, et d'un lion pour l'escalier.
À Madrid, il a également sculpté les lions de la Fontaine de Cibeles, les trophées militaires, têtes de lions, cornes d'abondance et anges de la Porte d'Alcalá, la Virgen del Carmen dans une niche sur la façade de l'Église de San José, les figures en marbre blanc de la Charité romaine, la Forteresse de la façade de la Basilique de San Miguel, les anges et chérubins de l'église de San Marcos et les tritons des fontaines du Paseo del Prado.
Il a sculpté une image de l'Immaculée Conception pour la chapelle Palafox de la Cathédrale de l'Assomption à El Burgo de Osma (Soria). En 1767, sur commande du Roi Charles III, il sculpta le mausolée du Comte de Gages en marbre et jaspe, actuellement situé dans le cloître de la Cathédrale de Pampelune. En 1769 il effectue cinq figures pour San Gregorio Ostiense (Navarre). En 1783, il réalise le tombeau de marbre, aujourd'hui disparu, d'Antonio Ponce de León, XI Duc d'Arcos, dans l'église de San Salvador de Madrid. Il a également travaillé sur les décors en stuc des Palais Royaux d'Aranjuez, La Granja et El Pardo. Il se distingua aussi comme restaurateur de sculptures classiques.
Il fut enterré dans la l'église de Santa Maria de la Almudena, démolie en 1869. On ne sait pas ce qui est arrivé aux restes de Roberto Michel.